# Lissets (Samokov)
Pour les articles homonymes, voir Lissets.
Lissets (en bulgare Лисец) est un village abandonné situé dans l'ouest de la Bulgarie. Il fait partie de la municipalité de Samokov.

## Géographie
Le village de Lissets est situé dans l'ouest de la Bulgarie, à 50 km au sud de la capitale Sofia. Il se trouve au sommet de la montagne Vérila, sur les pentes orientales de celle-ci. Plusieurs routes en terre, en mauvais état, permettent d'accéder au village depuis les villages de Yarlovo, Kovatchévtsi, Gorna Dikanya et Tchouïpetlovo.
| 1934 | 1946 | 1956 | 1965 | 1975 | 1992 | 2001 | 2011 | 2021 |
| ---- | ---- | ---- | ---- | ---- | ---- | ---- | ---- | ---- |
| 189  | 212  | 150  | ?    | 2    | 0    | 0    | 0    | 0    |

| 2024 | - | - | - | - | - | - | - | - |
| ---- | - | - | - | - | - | - | - | - |
| 0    | - | - | - | - | - | - | - | - |

## Histoire
D'après la mémoire locale qui s'est transmise oralement, les racines des habitants de ce village se situent dans le village de Tchouïpetlovo, situé 5 km au nord-ouest. Attaqués par des soldats ottomans, plusieurs clans du village de Tchouïpetlovo décidèrent de s'installer dans les montagnes environnantes, où ils faisaient paître leurs animaux en été, et, notamment, à Lissets, Yarebkovitsa et à Plana. Selon d'autres versions, la raison du déplacement aurait été la croissance rapide de la population et les difficultés de subsistance, ce qui a amené certaines familles à s'installer sur les lieux de pâturage de leurs animaux.